# Réding
Réding – miejscowość i gmina we Francji, w regionie Grand Est, w departamencie Mozela.
Według danych na rok 1990 gminę zamieszkiwało 2 336 osób, a gęstość zaludnienia wynosiła 201 osób/km² (wśród 2335 gmin Lotaryngii Réding plasuje się na 187. miejscu pod względem liczby ludności, natomiast pod względem powierzchni na miejscu 497.).